# Jardin d'acclimatation
Jardin d'acclimatation (česky Aklimatizační zahrada) je botanická a bývalá zoologická zahrada v Paříži. Nachází se na okraji města na hranicích s Neuilly-sur-Seine v severní části Boulogneského lesíku. Zahrada o rozloze 19 ha byla otevřena v roce 1860 jako vědecká zahrada exotických rostlin a zvířat.

## Historie
Zahrada určená pro aklimatizaci exotických rostlin a zvířat v evropském podnebí vznikla z iniciativy Císařské zoologické společnosti pro aklimatizaci založené v roce 1854. Tato vědecká společnost zkoumala možnosti aklimatizace cizokrajných zvířat pro zemědělské, obchodní nebo zábavní účely. V roce 1858 získala od města Paříže povolení vybudovat na okraji Boulogneského lesíku na ploše 15 ha zahradu společně s výstavou užitkových exotických zvířat.
V červenci 1859 společnost pověřila architekta Gabriela Daviouda a krajináře Jeana Pierra Barillet-Deschampse koncepcí. Ve stejné době získala právo na rozšíření o čtyři hektary. Zahradu slavnostně otevřel Napoleon III. 6. října 1860. Byli zde umístěni medvědi, žirafy, velbloudi, klokani, z rostlin banánovníky a bambus. V říjnu 1861 bylo otevřeno akvárium. Aklimatizační zahrada sloužila i jako výukové místo pro obyvatele, aby se seznámili s cizokrajnými rostlinami a živočichy.

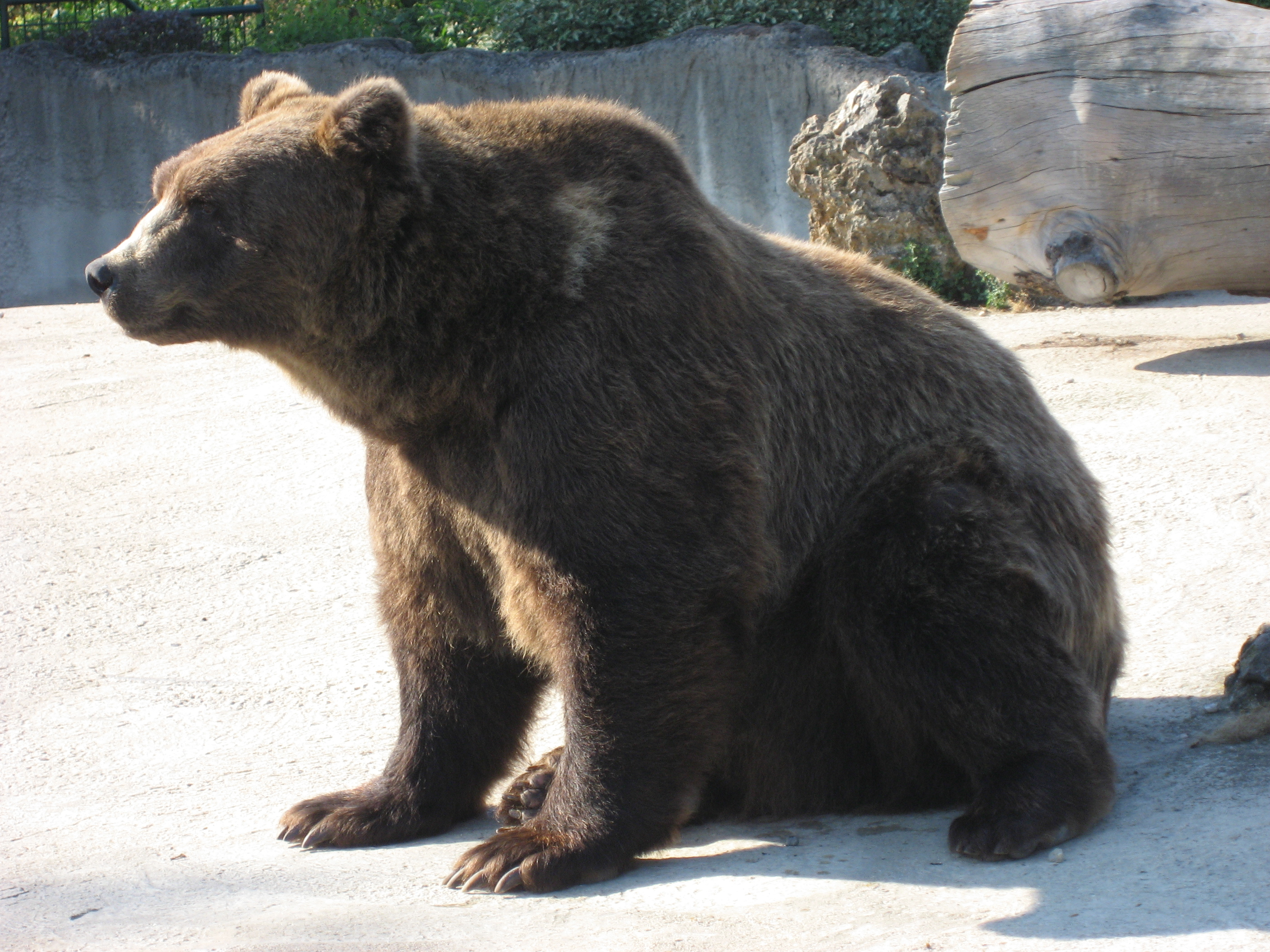
Medvěd hnědý v zahradě

V roce 1870 byla kvůli Prusko-francouzské válce zahrada pro veřejnost uzavřena, protože se používala k ustájení dobytka pro zásobování obyvatel města v případě obležení. Během následujícího obležení skutečně byla všechna zvířata poražena pro potřeby zásobování. Fauna se po válce obnovila do roku 1877, převládala však užitková zvířata. Zvířata zmizela během 50. let 20. století. V roce 1878 zde byla zprovozněna 800 m dlouhá úzkorozchodná dráha.
Kromě zvířat zde byli vystavováni i lidé. V roce 1877 zde byla umístěna malá skupina Núbijců a v následujících letech zde proběhlo několik obdobných výstav, především obyvatel Afriky, ale byli zde též Indiáni, Laponci nebo Kozáci. Tyto skupiny lidí byly přiváženy často spolu se zvířaty ze stejné oblasti. Tyto „výstavy divochů“ vyvolávaly v 19. století intenzivní debaty, protože lidé byli vězněni za mřížemi na velkém trávníku, stejně jako zvířata v klecích okolo. Zahrada byla v tomto období jedním z antropologických center v Paříži. Poslední výstava lidí se zde konala v roce 1931, kdy byli vybráni obyvatelé francouzských kolonií jako Senegal, Severní Afrika, Nová Kaledonie aj.
V 50. letech 20. století se zahrada velmi proměnila. Zvířata zmizela a vzniklo zde centrum pro sport a odpočinek. V 60. letech byla zahrada upravena a v roce 1969 sem bylo do nově postavené budovy přemístěno Musée national des arts et traditions populaires (Národní muzeum lidového umění a tradic). V roce 1971 byla otevřena malá farma, v roce 1973 divadlo a v roce 1975 Musée en Herbe, které bylo v roce 2008 přemístěno do 1. obvodu.
Na přelomu 20. a 21. století proběhly další změny. Zahrada získala některé orientální prvky jako čajový dům, most a korejskou zahradu symbolizující partnerství mezi Paříží a Soulem. V roce 2008 bylo do centra města přesunuto Muzeum rostlin